# Midtown (Toronto)
Pour les articles homonymes, voir Midtown.
 (mai 2015).
Si vous disposez d'ouvrages ou d'articles de référence ou si vous connaissez des sites web de qualité traitant du thème abordé ici, merci de compléter l'article en donnant les références utiles à sa vérifiabilité et en les liant à la section « Notes et références ».
Midtown est un quartier d'affaires prospère de Toronto, situé dans le Vieux-Toronto, entre le centre-ville de Toronto et Uptown Toronto (en). Le quartier est grossièrement bordé par Bloor Street au sud, Lawrence Avenue au nord, Bayview Avenue à l'est et Marlee Avenue/Oakwood Avenue/Ossington Avenue à l'ouest. Le quartier couvre également North Toronto (en) et Forest Hill. Le centre du quartier se trouve à l'intersection de Yonge et Eglinton.
La Toronto French School se trouve dans Midtown.

## Quartiers
Rosedale, Forest Hill, Deer Park et Summerhill sont généralement considérés comme les sections les plus cossues de Toronto et offrent certaines des résidences les plus exclusives de la ville. L'intersection des rues Yonge et St. Clair (située dans Deer Park) est le centre commercial de ces quartiers du Midtown. Ce centre commercial est le foyer du Cimetière Mount Pleasant, un lieu historique et pastoral au cœur du centre-ville, et du cimetière St. Michel's, un cimetière invisible de la rue, car il est caché par des édifices et des magasins.
Davisville Village englobe la zone à l'est de la rue Yonge jusqu'au côté ouest de Bayview Avenue, et au sud d'Eglinton jusqu'à la rue Merton, surplombant les espaces aux allures de parc du Cimetière Mount Pleasant. C'est l'un des quartiers les plus recherchés de Toronto, et il abrite de nombreux gratte-ciel résidentiels et de nombreuses boutiques. Ses nombreuses grandes maisons victoriennes et Tudor sont parmi les résidences les plus chères de la ville. En 2008, le Mount Pleasant Village BIA (Business Improvement Area) a été établi et a été un atout important dans l'évolution du secteur tout en préservant l'intégrité du patrimoine des bâtiments.
À l'exception de la rue Merton, l'absence de nouveaux condominiums en hauteur à Davisville Village conserve à ce quartier un look similaire à celui des autres quartiers cossus et sans gratte-ciel de Toronto comme Lawrence Park, The Beaches et The Kingsway.
Le centre de Midtown et l'un des quatre grands centres urbains de Toronto, Yonge et Eglinton, est la jonction de North Toronto (est et ouest de la rue Yonge, nord d'Eglinton), la partie nord de Davisville (sud-est) et le Chaplin Estates (sud-ouest). La région immédiate comprend plusieurs gratte-ciel commerciaux, l'achalandée station de métro Eglinton, et un grand complexe commercial. Il abrite de nombreux restaurants, deux cinémas multiplex, et des rues de magasins divers. Depuis environ l'an 2000, cette région a connu une forte augmentation de son développement commercial et résidentiel et un afflux massif de familles et de jeunes célibataires professionnels urbains.